# Guillermo Espinoza
Guillermo Espinoza es un futbolista mexicano. Jugó para el Club Deportivo Guadalajara de 1961 a 1962. 

## Clubes
| Club        | País   | Año         |
| ----------- | ------ | ----------- |
| Guadalajara | México | 1961 - 1962 |